# Hora do Arrepio
A Hora do Arrepio é uma coleção de livros do autor R. L. Stine, com quinze livros já escritos, mas apenas onze traduzidos para o português. Os livros desta série costumam ser tensos, e com uma história psicodélica, mexendo com o consciente.

## Lista de livros
| Livro                           | Sinopse |
| Querido Diário, Eu Morri        | |
| ------------------------------- | --- |
| Não se Esqueça de Mim!          | Daniela Vagner só estava fingindo que hipnotizava o irmãozinho. Então, porque Pedro começou a agir de maneira tão esquisita? Será que não percebeu que se tratava apenas de uma brincadeira? Daniela e o irmão estavam prestes a aprender como é perigoso brincar quando o relógio marca... A HORA DO ARREPIO! |
| Armário 13                      | Conheçam a história de Lucas. hoje não é um dia de sorte para ele. As aulas começaram, e Lucas recebeu a chave do armário, o número 13. Será que é o 13 da sorte? Não. Para ele, não. Lucas acabou de dar um passo em direção aos limites mais tenebrosos da imaginação. Só que não sabe de nada. Ainda não sabe que está chegando... A HORA DO ARREPIO! |
| Meu Nome é Maldade              | Marcela Oliveira está fazendo aniversário. Ela é aquela menina tímida perto da tenda da quiromante. Marcela veio em busca de diversão. Mas vai parar de se divertir por muito tempo. A velhinha que lê a mão dela logo será também um dos motivos de sua fuga desesperada. Porque Marcela não entrou exatamente na tenda de uma quiromante. Ela acionou o relógio que inicia... A HORA DO ARREPIO! |
| O Mentiroso                     | Aquele garoto alto que entrou tão seguro de si mesmo é Roberto Artur. Essa não é uma festa surpresa, mas ele levará um susto daqueles. Afinal também está presente na festa o seu irmão gêmeo idêntico. O grande problema é que Roberto não tem irmão gêmeo... |
| O Caça-Uivos                    | |
| Garota das Sombras              | Uma garota entediada chamada Selena descobre que ela é realmente uma super-heroína chamada Garota das Sombras, mas ela não gosta disso... Porém, como todo super-herói, ela tem uma arqui-inimiga que a quer morta. |
| Camp Nowhere                    | |
| Fear Games                      | |
| What Scares You the Most?       | |
| No Suvivors                     | |
| Halloween em Noite de Lua Cheia | Tristan acha o seu novo professor, Sr. Delua, muito estranho. E está prestes a descobrir o quanto estranho ele é ao ser convidado a participar da sua festa de Halloween...onde todas as portas e janelas são trancadas com barras de ferro...E uivos de lobisomem ecoam por toda a casa! |
| Escola do Medo                  | Sam é expulso de um colégio colorido e cheio de vida e vai parar na sinistra e assombrosa Escola Wilton Middle. Que a adaptação seria difícil, isso o garoto não tinha a menor dúvida; ele só não podia imaginar que uma criatura de braços finos, pele amarelo-esverdeada e dentes afiadíssimos o esperava disposta a lhe aplicar a pior das lições. |
| Visitantes                      | Ben shipley é aquele garoto de cabelo escuro e encaracolado, curvado sobre o teclado do computador. Todo dia, Ben checa dezenas de páginas e sala de bate-papo esquisitas na internet. Veja bem, ele está em busca de sinais de vida no espaço exterior. Os amigos de Ben estão preocupados. Por que essa obsessão em encontrar um alienígena? Por que ele está tão desesperado para fazer contato com alguem de outro planeta? Será que não percebe o perigo que poderá vir a ocorrer? Suas perguntas logo serão respondidas. Porque Ben está prester a encontrar alienígenas de verdade...dentro de.... A HORA DO ARREPIO! |
| Eles me chamam Criatura         | |